# Euprymna scolopes
Euprymna scolopes (conosciuto anche come calamaro delle Hawaii, in inglese Hawaiian bobtail squid) è una specie di mollusco cefalopode della famiglia Sepiolidae. È originario dell'Oceano Pacifico centrale, dove si presenta in acque costiere poco profonde al largo delle Isole Hawaii e dell'Isola di Midway. Il campione del tipo fu raccolto al largo delle Isole Hawaii ed è depositato al Museo Nazionale di Storia Naturale in Washington.
L'E. scolopes cresce fino a 30 millimetri (1,2 in) di lunghezza del mantello. I cuccioli pesano 0,005 grammi (0,00018 oz) e maturano in 80 giorni. Gli adulti pesano fino a 2,67 grammi (0,0094 oz).
In natura, l'E. scolopes si nutre di specie di gamberetti, incluse Halocaridina rubra, Palaemon debilis e Palaemon pacificus. In laboratorio, l'E. scolopes è stato allevato con una dieta variata di animali, compresi misidi (Anisomysis sp.), artemie (Artemia salina), pesci zanzara (Gambusia affinis), scampi (Leander debilis), e polpi (Octopus cyanea).
La foca monaca delle Hawaii (Neomonachus schauinslandi) fa preda di E. scolopes nelle acque hawaiane nordoccidentali.

## Simbiosi
E. scolopes vive in una relazione simbiotica con il batterio bioluminescente Vibrio fischeri, che abita uno speciale organo luminoso nel mantello del calamaro. I batteri sono alimentati dal calamaro con una soluzione di zuccheri e amminoacidi e in cambio ne nascondono la sagoma quando il calamaro è visto da sotto uguagliando la quantità di luce che colpisce la parte superiore del mantello (controilluminazione). E. scolopes serve come organismo modello per la simbiosi animale-batterica e la sua relazione con V. fischeri è stata attentamente studiata.

### Acquisizione
Il batterio bioluminescente, V. fischeri, si trasmette orizzontalmente in tutta la popolazione di E. scolopes. I cuccioli mancano di questi batteri necessari e devono selezionarli attentamente per sé in un mondo marino saturo di altri microorganismi.
Al fine di poter catturare efficacemente queste cellule l'E. scolopes secerne del muco in risposta al peptidoglicano (un importante componente della parete cellulare dei batteri). Il muco inonda i campi ciliati nell'area immediatamente intorno ai sei pori dell'organo luminoso e cattura una grande varietà di batteri. Tuttavia, per qualche meccanismo ignoto, il V. fischeri è in grado di estromettere gli altri batteri nel muco.
Quando i V. fischeri si aggregano nel muco, devono usare i loro flagelli per migrare attraverso i pori e giù per i dotti ciliati dell'organo luminoso e superare un altro sbarramento di fattori dell'ospite destinati a garantire la colonizzazione soltanto dei V. fischeri. Oltre all'incessante corrente prodotta dall'ospite che spinge i batteri dotati di ridotta motilità fuori dai pori, numerose specie reattive all'ossigeno rendono l'ambiente insopportabile. L'alide perossidasi del calamaro è il principale enzima responsabile per creare questo ambiente microbicida, che usa come substrato il perossido di idrogeno, ma V. fischeri ha sviluppato un brillante contrattacco. V. fischeri possiede una catalase che cattura il perossido di idrogeno prima che possa essere usato dall'alide perossidasi del calamaro, inibendo così indirettamente l'enzima. Una volta attraverso questi dotti ciliati, i V. fischeri avanzano nuotando verso l'anticamera, un grande spazio con un rivestimento epiteliale, e colonizzano le strette cripte epiteliali.
I batteri prosperano sugli amminoacidi prodotti dall'ospite e sugli zuccheri nell'anticamera e riempiono rapidamente gli spazi delle cripte entro 10-12 ore dopo la schiusa.

### Relazione stabile

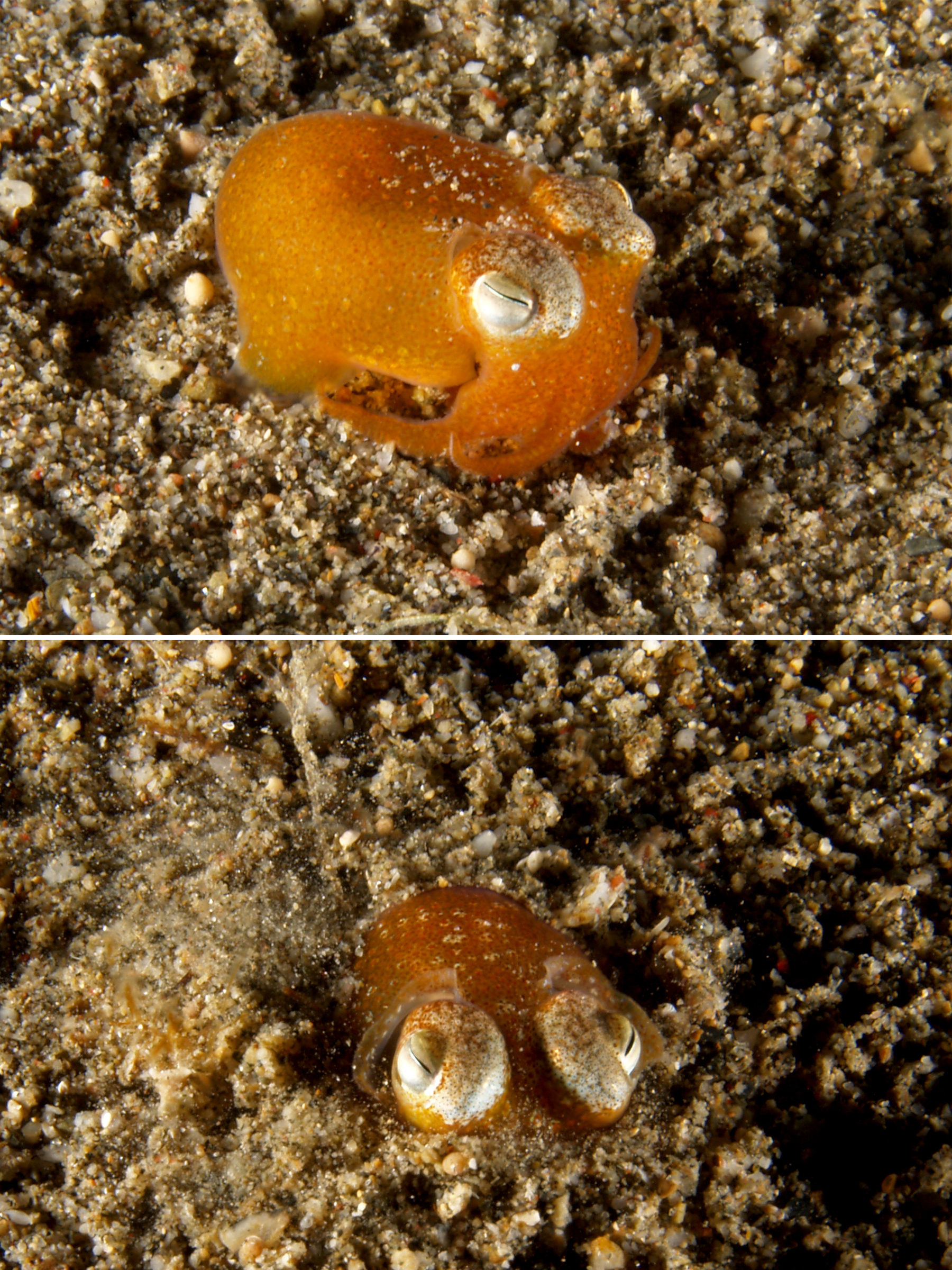
Euprymna scolopes mentre si seppellisce nella sabbia, lasciando esposti soltanto gli occhi

Ogni secondo un calamaro giovane ventila circa 2,6 millilitri (0,092 imp fl oz; 0,088 US fl oz) di acqua di mare ambientale attraverso la cavità del suo mantello. Soltanto una singola cellula di V. fischeri, 1 milionesimo del volume totale, è presente in ogni ventilazione.
Gli aumentati amminoacidi e zuccheri alimentano la bioluminescenza ad alto consumo metabolico del V. fischeri e in 12 ore la bioluminescenza raggiunge il picco e il calamaro giovane è in grado di controilluminare meno di un giorno dopo la schiusa. La bioluminescenza richiede un considerevole ammontare di energia a una cellula batterica. Si stima che richieda il 20% del potenziale metabolico della cellula.
I ceppi di V. fischeri non luminescenti avrebbero un decisivo vantaggio competitivo sul tipo naturale luminescente. Tuttavia i mutanti non luminescenti non si trovano mai nell'organo luminoso dell'E. scolopes. In realtà, i processi sperimentali hanno mostrato che rimuovere i geni responsabili della produzione di luce nel V. fischeri riduce drasticamente l'efficienza della colonizzazione. Può darsi che le cellule luminescenti, con la luciferasi funzionante, abbiano una maggiore affinità per l'ossigeno che per la perossidasi, annullando in tal modo gli effetti tossici della perossidasi. Per questa ragione, si pensa che la bioluminescenza si sia evoluta come un antico meccanismo di disintossicazione dell'ossigeno nei batteri.

### Sfiatamento
Malgrado tutto lo sforzo impiegato nell'ottenere i  V. fischeri luminescenti, i calamari ospiti eliminano in mare giornalmente la maggior parte delle cellule. Questo processo, conosciuto come "sfiatamento" (in inglese venting), è responsabile dello smaltimento fino al 95% di V. fischeri nell'organo luminoso all'alba. I batteri non ottengono alcun beneficio da questo comportamento e l'aspetto positivo per lo stesso calamaro non è molto chiaro. Una spiegazione ragionevole si riferisce al grande dispendio energetico nel mantenere una colonia di batteri bioluminescenti.
Durante il giorno quando i calamari sono inattivi e nascosti, la bioluminescenza non è necessaria ed espellendo i V. fischeri conserva energia. Un'altra ragione, evolutivamente più importante, può essere che lo sfiatamento quotidiano assicura la selezione di V. fischeri che hanno sviluppato la specificità per un particolare ospite, ma possono sopravvivere al di fuori dell'organo luminoso.
Poiché i V. fischeri si trasmettono orizzontalmente negli E. scolopes, mantenere una popolazione stabile di essi nell'oceano aperto è essenziale per fornire alle future generazioni di calamari organi luminosi funzionanti.

## Organo luminoso
L'organo luminoso ha una risposta elettrica quando viene stimolato dalla luce, il che suggerisce che l'organo funzioni come un fotorecettore che consente al calamaro ospite di rispondere alla luminescenza del V. fischeri.
Vescicole extra-oculari collaborano con gli occhi per monitorare la luce che scende verso il basso e quella creata dalla controilluminazione, così mentre il calamaro si muove a varie profondità può mantenere il livello appropriato di emissione luminosa. Agendo su questa informazione, il calamaro può poi regolare l'intensità della bioluminescenza modificando il sacco dell'inchiostro, che funziona come un diaframma intorno all'organo luminoso. Inoltre, l'organo luminoso contiene una rete di tessuti unici che fungono da riflettori e da lenti e aiutano a riflettere e focalizzare la luce ventralmente attraverso il mantello.
L'organo luminoso dei calamari embrionali e giovani ha un'impressionante somiglianza anatomica con un occhio ed esprime parecchi geni simili a quelli coinvolti nello sviluppo oculare negli embrioni mammiferi (ad es. eya, dac), il che indica che gli occhi e gli organi luminosi dei calamari possono essere formati usando lo stesso "software" di sviluppo.
Quando la luce in discesa aumenta o diminuisce, il calamaro è in grado di regolare la luminescenza in maniera conseguente, perfino durante molteplici cicli di intensità luminosa.